# Chiesa del Sacro Cuore di Gesù (Canazei)
La chiesa del Sacro Cuore di Gesù è la parrocchiale di Gries, frazione di Canazei in Trentino. Fa parte della zona pastorale di Fiemme e Fassa e risale al XX secolo.

## Storia

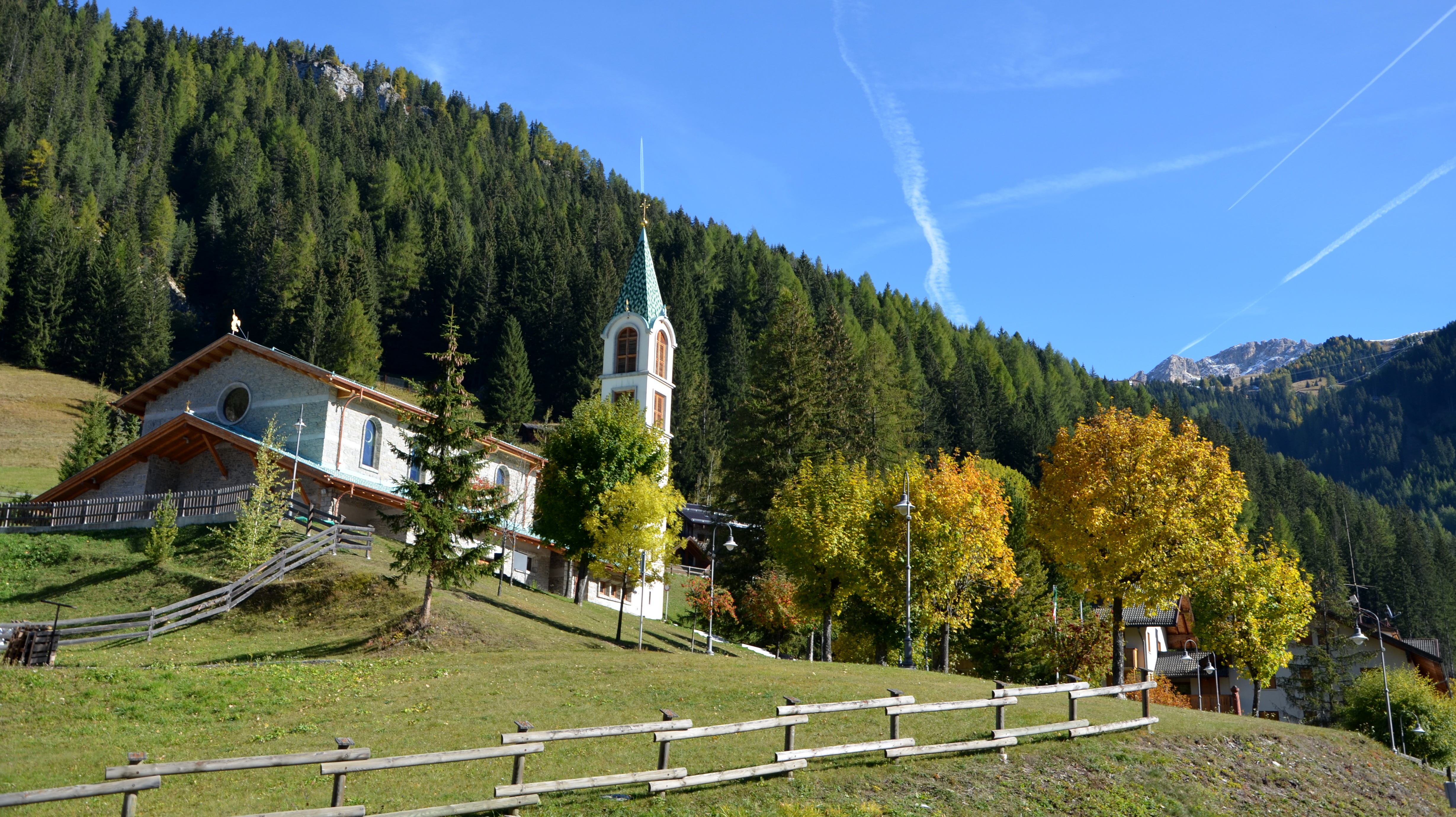
La chiesa Sacro Cuore fotografata durante il periodo autunnale.

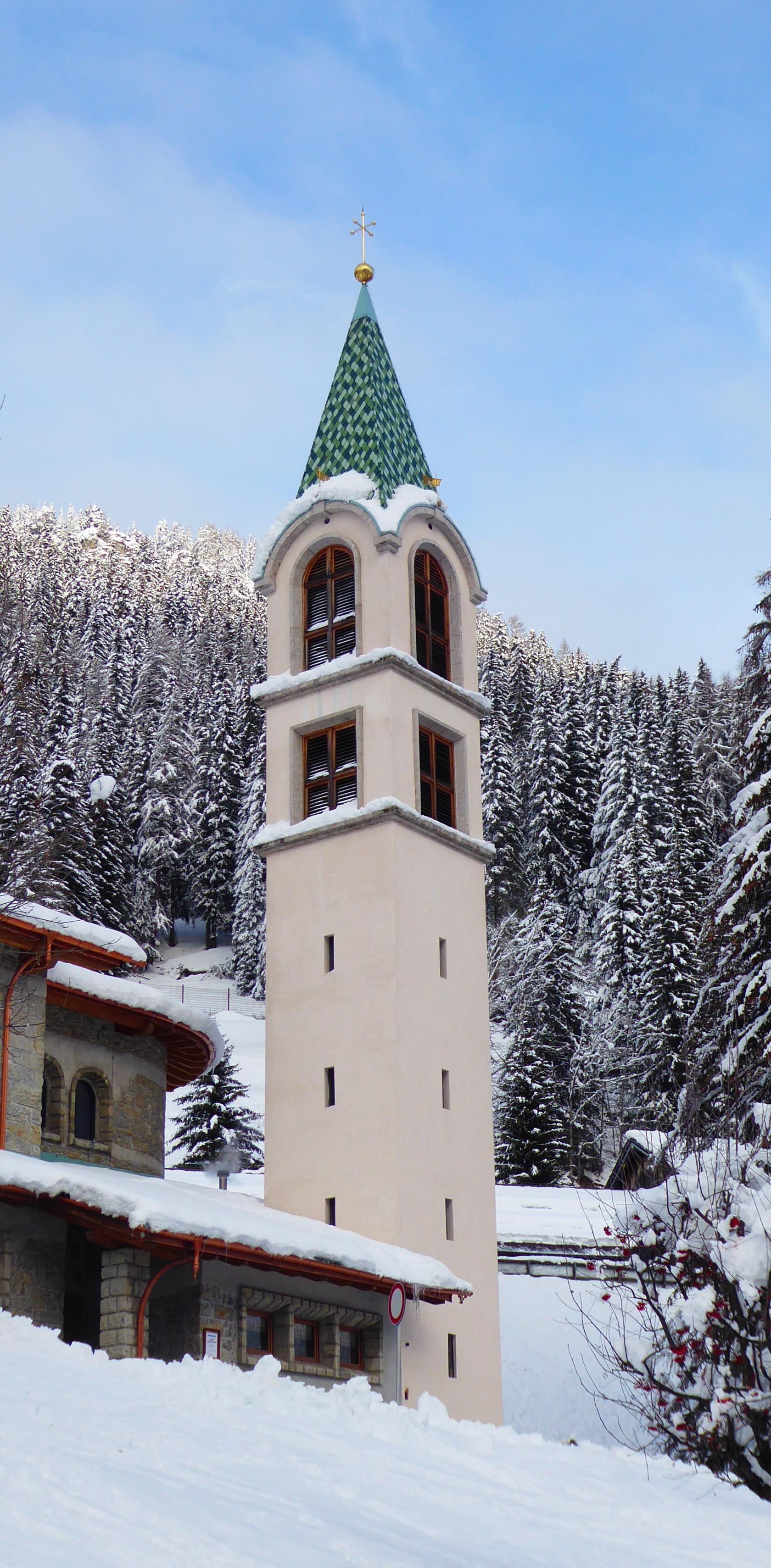
Torre campanaria fotografata durante il periodo invernale.

La posa della prima pietra del nuovo luogo di culto a Gries avvenne nell'agosto del 1935. In quel momento Gries, Cleva e Canazei costituivano i tre insediamenti primitivi che in seguito confluirono nel centro di Canazei. Responsabile del progetto furono Guido De Unterrichter e Renzo Masé.
La benedizione venne impartita a lavori ancora non ultimati il 30 agosto 1942 da Carlo De Ferrari, da poco arcivescovo di Trento.
Il pittore Bruno Colorio nel 1945 realizzò la Via Crucis sulle pareti della sala e decorò l'arco santo. Negli anni sessanta fu necessario rivedere la copertura del tetto, e le scandole in legno che erano inizialmente state posate vennero tolte. La solenne consacrazione venne celebrata a lavori ultimati, il 23 aprile 1967 da Alessandro Maria Gottardi.
Negli anni ottanta vennero realizzati vari interventi, e tra questi l'adeguamento liturgico, che comporò la rimozione dell'altare storico poi, nel primo decennio del XXI secolo, l'edificio venne ristrutturato e ampliato, con l'aggiunta di una nuova navata a nord, la sopraelevazione della torre campanaria con nuove campane, il rifacimento della pavimentazione e la messa norma degli impianti.

## Descrizione

### Esterno
L'edificio, che ha orientamento verso est, si trova in posizione elevata sull'abitato di sorge Gries. Il prospetto principale è in pietra a vista, come le altre parti esterne. Ha due spioventi ed è preceduto da un portico che si proluna anche sulle facciate laterali. 
La torre campanaria è posta in posizione arretrata, sul lato destro della struttura ed è intonacata. Sul fusto sono presenti feritoie, e la cella campanaria è doppia. Quella inferiore ha quattro finestre rettangolari e quella superiore ha quattro finestre a monofona e di maggiori dimensioni.
Il campanile che sorge sulla destra della chiesa ospita un concerto di 6 campane intonate in Fa#3 maggiore, le quali sostituiscono il precedente concerto che prima di essere trasferito su questo campanile era collocato presso la vicina Chiesa della Madonna della Neve. Le attuali campane sono state fuse il 14 luglio 2009 dalla fonderia De Poli di Revine Lago (TV).

### Interno
La sala interna è di ampie dimensioni, a tre navate e con quattro campate. Attraverso l'arco santo si accede al presbiterio che è rialzato.
Nella sala è conservata la grande statua lignea raffigurante Cristo sacerdote, opera del gardenese Siegfried Demetz. Le pareti sono arricchite dalle decorazioni ad affresco della Via Crucis di Bruno Colorio. Gli altari laterali settecenteschi lignei sono in stile barocco e sono attribuiti a Michele Ghetta. L'organo è stato costruito dalla ditta Mascioni.